# Eustala sagana
Eustala sagana là một loài nhện trong họ Araneidae.
Loài này thuộc chi Eustala. Eustala sagana được Eugen von Keyserling miêu tả năm 1893.